# Auchy-la-Montagne
Auchy-la-Montagne é uma comuna francesa na região administrativa de Altos da França, no departamento de Oise. Estende-se por uma área de 8,05 km². Em 2010 a comuna tinha 603 habitantes (densidade: 74,9 hab./km²).